# 대한산악연맹
대한산악연맹(大韓山岳聯盟, Korean Alpine Federation, KAF)은 산악운동 발전을 도모하여 국력 배양에 이바지할 목적으로 1966년 12월 19일 설립된 대한민국 문화체육관광부 소관의 사단법인이다. 사무실은 서울특별시 송파구 오륜동 88-2 올림픽공원 펜싱경기장 내에 있다.

## 연혁
- 1962년 4월 21일 : 창립
- 1966년 12월 9일 : 문교부 사단법인 승인
- 1970년 6월 : 국제산악연맹(UIAA) 가입
- 1986년 2월 5일 : 대한체육회 준회원 가입
- 1994년 6월 25일 : 아시아산악연맹(UAAA) 창립 회원 가입
- 1998년 10월 6일 : 회장 김상현(金相賢)이 아시아산악연맹(UAAA) 회장 취임
- 1999년 2월 19일 : 대한체육회 정식 가입

## 주요 사업
- 산악, 등산에 관한 보급사업
- 등산 및 산악 국제교류